# Christian Hoffmann
Christian Hoffmann, född 22 december 1974 i Aigen im Mühlkreis i Österrike, är en österrikisk tidigare längdskidåkare.
Hoffmann vann en bronsmedalj på herrarnas 50 kilometer vid olympiska vinterspelen 1998 i Nagano i Japan. Han ingick dessutom i det österrikiska lag som vann herrstafetten vid Världsmästerskapen i nordisk skidsport 1999 i Ramsau am Dachstein i Österrike.
Under olympiska vinterspelen 2002 i Salt Lake City i delstaten Utah i USA slutade Hoffmann på andra plats på herrarnas 30 kilometer klassisk stil men tilldelades senare guldmedaljen sedan det framkommit att loppets segrare, Spaniens Johann Mühlegg, hade använt sig av otillåtna preparat och blev därför diskvalificerad.
Hoffmann har lagt av sedan han stängdes av från allt tävlande av den österrikiska antidopingbyrån på nyårsafton 2009.
Han har aldrig testat positivt, men har länge varit misstänkt efter dopingskandalen kring cyklisten Bernhard Kohl och den österrikiska skidtränaren Walter Mayer.